# Hiroto Shinozuka
Hiroto Shinozuka (篠塚 大登, Shinozuka Hiroto), né le 23 décembre 2003 dans la préfecture d'Aichi, est un pongiste japonais.

## Biographie
Il a commencé à jouer au tennis de table à l'âge de 5 ans après que son père, professeur en lycée, soit devenu conseiller sportif d'un club de tennis de table. Il est champion en simple et double du Japon dans la catégorie cadet des moins de 14 ans. Il étudie à l'université de technologie d'Aichi.
Il gagne l'Open de Chine dans le catégorie cadet en 2018.
En 2021, il devient champion du monde junior en double mixte avec sa compatriote Miyuu Kihara. Il est également médaillé de bronze aux championnats d'Asie à Doha avec l'équipe du Japon.
En mai 2022, il gagne son premier titre en simple sur le circuit international senior en battant Tom Jarvis par 4 set à 3 en finale du WTT Feeder de Fremont. Il remporte en novembre le WTT Contender de Novo Gorica en simple en battant en finale sur le même score le Slovène Darko Jorgić. Il s'adjuge également le tournoi en double messieurs avec Shunsuke Togami.
Il est sélectionné dans l'équipe du Japon pour les Jeux olympiques de 2024 à Paris.
Il est le 39e joueur mondial en juillet 2024.

## Parcours en club
Il joue pour le club japonais du TT Saitama pour les saisons 2020-2021 et 2021-2022 qui évolue en T.League.
Il signe pour le club de Kinoshita Meister Tokyo pour la saison 2022-2023,.

## Style de jeu
C'est un gaucher avec une prise de raquette orthodoxe.

## Sponsoring
Il est sponsorisé par la marque japonaise Butterfly,.